# Coppa di Francia 2004-2005
La Coupe de France 2004-2005 fu la 88ª edizione. Fu vinta dall'Auxerre.

## Trentaduesimi di finale
| Squadra 1                       | Risultato       | Squadra 2           |
| ------------------------------- | --------------- | ------------------- |
| Lilla                           | 2 - 1           | Le Mans             |
| Sedan                           | 3 - 1           | Strasburgo          |
| Nancy                           | 1 - 1 (4-5 dcr) | Ajaccio             |
| Châteauroux                     | 2 - 3 (dts)     | Grenoble            |
| Rennes                          | 1 - 0 (dts)     | Brest               |
| Entente Sportive Viry-Châtillon | 0 - 2           | Olympique Lione     |
| Vesoul HSF                      | 1 - 1 (5-6 dcr) | Clermont Foot       |
| SC Schiltigheim                 | 0 - 2           | Stade Reims         |
| Mulhouse                        | 0 - 2           | Caen                |
| Tarbes Stado Football           | 0 - 3           | Vannes              |
| Beauvais                        | 0 - 4           | Nizza               |
| Seyssinet AC                    | 0 - 7           | Monaco              |
| FC Rhône Vallées                | 0 - 0 (3-1 dcr) | Rapid de Menton     |
| Olympique Marsiglia             | 2 - 3           | Angers              |
| Gambsheim                       | 0 - 3           | Tolosa              |
| Épinal                          | 0 - 1 (dts)     | Blois Foot 41       |
| Montagnarde                     | 2 - 0           | GSI Pontivy         |
| Troyes                          | 1 - 3           | US Albi             |
| Tolone                          | 3 - 0           | Montceau Bourgogne  |
| Boulogne                        | 1 - 0 (dts)     | Avranches           |
| Calais RUFC                     | 0 - 1           | Auxerre             |
| Quevilly-Rouen                  | 1 - 0           | Guingamp            |
| CO Saint-Dizier                 | 0 - 4           | Lens                |
| Rodez                           | 1 - 2           | Metz                |
| FC Cournon d'Auvergne           | 0 - 3           | Nantes              |
| RC La Flèche                    | 1 - 2           | FC Libourne         |
| Bordeaux                        | 2 - 0           | Istres              |
| US Langueux                     | 1 - 6           | Paris Saint-Germain |
| Ol. Saumur                      | 2 - 2 (4-3 dcr) | Paris FC            |
| Sochaux                         | 1 - 0           | Bastia              |
| Sports Réunis Haguenau          | 1 - 2           | Romorantin          |
| Nîmes                           | 3 - 2           | Saint-Étienne       |

## Sedicesimi di finale
| Squadra 1           | Risultato       | Squadra 2       |
| ------------------- | --------------- | --------------- |
| Nizza               | 3 - 1 (dts)     | Stade Reims     |
| Rennes              | 2 - 0           | Caen            |
| Metz                | 0 - 1           | Sochaux         |
| Lilla               | 3 - 2           | Lens            |
| Nîmes               | 1 - 1 (4-2 dcr) | Ajaccio         |
| FC Libourne         | 2 - 4           | Monaco          |
| Vannes              | 0 - 2           | Auxerre         |
| Olympique Saumur    | 0 - 2           | Nantes          |
| US Albi             | 2 - 0 (dts)     | Angers          |
| Romorantin          | 0 - 1           | Quevilly-Rouen  |
| Clermont Foot       | 1 - 0           | Tolone          |
| Sedan               | 4 - 0           | Montagnarde     |
| FC Rhône Vallées    | 1 - 2           | Grenoble        |
| Boulogne            | 4 - 0           | Blois Foot 41   |
| Tolosa              | 1 - 2           | Olympique Lione |
| Paris Saint-Germain | 3 - 1 (dts)     | Bordeaux        |

## Ottavi di finale
| Squadra 1     | Risultato       | Squadra 2           |
| ------------- | --------------- | ------------------- |
| Clermont Foot | 1 - 1 (4-3 dcr) | Olympique Lione     |
| Sedan         | 2 - 0           | Quevilly-Rouen      |
| Nîmes         | 4 - 0           | Nizza               |
| Rennes        | 0 - 1 (dts)     | Monaco              |
| Lilla         | 1 - 3 (dts)     | Grenoble            |
| US Albi       | 0 - 3           | Sochaux             |
| Auxerre       | 3 - 2           | Paris Saint-Germain |
| Boulogne      | 3 - 2           | Nantes              |

## Quarti di finale
| Squadra 1 | Risultato   | Squadra 2     |
| --------- | ----------- | ------------- |
| Monaco    | 1 - 0 (dts) | Clermont Foot |
| Sedan     | 2 - 1 (dts) | Grenoble      |
| Nîmes     | 4 - 3 (dts) | Sochaux       |
| Boulogne  | 1 - 2 (dts) | Auxerre       |

## Semifinali
| Squadra 1 | Risultato | Squadra 2 |
| --------- | --------- | --------- |
| Auxerre   | 2 - 1     | Nîmes     |
| Monaco    | 0 - 1     | Sedan     |

| Auxerre 10 maggio 2005                                                      | Auxerre   | 2 – 1 referto | Nîmes | Stade de l'Abbé-Deschamps |
| \| \| \| \| \| Kalou 46’ (p.k.) Tainio 78’ \| Marcatori \| 93’ Verschave \| |           |               |       |                           |
|                                                                             |           |               |       |                           |
| Kalou 46’ (p.k.) Tainio 78’                                                 | Marcatori | 93’ Verschave |       |                           |

| Monaco 11 maggio                             | Monaco    | 0 – 1 referto | Sedan | Stade Louis II |
| \| \| \| \| \| \| Marcatori \| 75’ Citony \| |           |               |       |                |
|                                              |           |               |       |                |
|                                              | Marcatori | 75’ Citony    |       |                |

## Finale
| Squadra 1 | Risultato | Squadra 2 |
| --------- | --------- | --------- |
| Auxerre   | 2 - 1     | Sedan     |

| Arbitro: | Bruno Derrien |

|          |           |                       |
| Noro 63’ | Marcatori | 37’ Benjani 90’ Kalou |